# Nectria fusispora
Nectria fusispora är en svampart som beskrevs av Rossman 1983. Nectria fusispora ingår i släktet Nectria och familjen Nectriaceae.   Inga underarter finns listade i Catalogue of Life.